# Cúp bóng đá Pháp 2019–20
Cúp bóng đá Pháp 2019–20 là lần thứ 103 của cúp quốc gia Pháp. Giải đấu được tổ chức bởi Liên đoàn bóng đá Pháp (FFF) dành cho tất cả các câu lạc bộ của Pháp, kể cả các đội thuộc lãnh thổ hải ngoại Pháp (Guadeloupe, French Guiana, Martinique, Mayotte, New Caledonia (đội vô địch của cúp New Caledonia Cup 2019), Tahiti (đội vô địch của cúp Tahiti 2018–19 Cup), Réunion, Saint Martin, và Saint Pierre and Miquelon).
Rennes là đương kim vô địch, nhưng đã bị loại bởi Saint-Étienne tại bán kết.
Vì đại dịch COVID-19, ngày 28 tháng 4 năm 2020, thủ tướng Edouard Philippe thông báo tất cả sự kiện thể thao của Pháp đều phải thi đấu mà không có khán giả cho đến tháng 9. FFF đã cân nhắc dời trận chung kết cúp bóng đá Pháp cho đến khi điều kiện cho phép. Vào ngày 26 tháng 6, FFF đã thông báo rằng trận chung kết sẽ được dời đến ngày 24 tháng 7.
Paris Saint-Germain đã giành chức vô địch lần thứ 13 trong lịch sử câu lạc bộ sau khi thắng 1–0 trước Saint-Étienne tại chung kết.